# Aeródromo Puerto Sánchez
El Aeródromo Puerto Sánchez (OACI: SCSZ), es un terminal aéreo ubicado junto a la localidad de Puerto Sánchez, Provincia General Carrera, Región de Aysén, Chile. Este aeródromo es de carácter público.